# Йозеф Штро
Йозеф Штро (нім. Josef Stroh, 5 березня 1913, Відень, Австро-Угорщина — 7 січня 1991, Відень, Австрія) — австрійський футболіст, що грав на позиції півзахисника, зокрема, за клуб «Аустрія» (Відень), а також національні збірні Австрії і Німеччини. По завершенні ігрової кар'єри — тренер.
Чемпіон Австрії. Дворазовий володар Кубка Мітропи. 

## Клубна кар'єра
Народився 5 березня 1913 року в місті Відень. 
У футболі дебютував 1930 року виступами за команду «Флорісдорфер», в якій провів два сезони. 
1932 року перейшов до клубу «Аустрія» (Відень), за який відіграв 16 сезонів. За цей час двічі виборював титул володаря Кубка Мітропи. Завершив професійну кар'єру футболіста виступами за команду «Аустрія» (Відень) у 1948 році.

## Виступи за збірні
1935 року дебютував в офіційних матчах у складі національної збірної Австрії. Протягом кар'єри у національній команді провів у її формі 17 матчів, забивши 4 гола. Після аншлюсу зіграв чотири гри за збірну окупантів і знов повернувся до лав національної збірної Австрії.
Був присутній в заявці збірної на чемпіонаті світу 1934 року в Італії, але на поле не виходив.
Взяв участь у складі збірної Австрії в літніх Олімпійських іграх 1948 року у Великій Британії.
Зіграв один матч за збірну Німеччини на ЧС-1938, вийшовши в першому матчі проти Швейцарії (1-1).

## Кар'єра тренера
Розпочав тренерську кар'єру, очоливши тренерський штаб клубу «Вінер-Нойштадтер».
1955 року став головним тренером команди «Мальме», тренував команду з Мальме чотири роки.
Згодом протягом 1959–1960 років очолював тренерський штаб клубу «Гетеборг».
1960 року прийняв пропозицію попрацювати у клубі «Вінер Шпорт-Клуб». Залишив віденську команду 1963 року.
Протягом 1964 року був головним тренером команди «Бранн».
Протягом тренерської кар'єри також очолював «Відень» та «Швехат».
Останнім місцем тренерської роботи був клуб «Єнчопінг Седра», головним тренером команди якого Йозеф Штро був протягом 1969 року.
Помер 7 січня 1991 року на 78-му році життя у місті Відень.

## Титули і досягнення
- Чемпіон Австрії (1):

«Аустрія» (Відень): 1948-1949
- Володар Кубка Австрії (3):

«Аустрія» (Відень): 1932-1933, 1934-1935, 1935-1936
- Володар Кубка Мітропи (2):

«Аустрія» (Відень): 1933, 1936
- Переможець Німецького гімнастичного і спортивного фестивалю (1):

Збірна Остмарк: 1938